# Abu-Hafs Úmar ibn Xuayb al-Bal·lutí
Abu-Hafs Úmar ibn Xuayb al-Bal·lutí (àrab: أبو حفص عمر بن شعيب البلوتي, Abū Ḥafṣ ʿUmar ibn Xuʿayb al-Ballūtī) (Bitrawj, Fahs al-Bal·lut, ? - Creta, ?) fou un líder musulmà i emir de Creta. Va rebre els sobrenoms d'al-Ghaliz, que vol dir «el Gros» o «el Corpulent», i més tard d'al-Ikritix, «el Cretenc». Rep la nisba al-Bal·lutí, perquè era nat a Bitrawj, actualment Pedroche, a la comarca de Fahs al-Bal·lut, al nord de Còrdova. Els romans d'Orient l'anomenen Apocapso o Apochapsa.
La rebel·lió cordovesa del 812 fou derrotada i els musulmans del barri d'ar-Rabad foren expulsats de Còrdova i uns deu mil d'ells, juntament amb mariners del litoral andalusí es van dedicar a la pirateria especialment al Mediterrani central i oriental. El 816 es van apoderar d'Alexandria amb el suport de la població local i es va proclamar la República d'Alexandria, sota la direcció d'Úmar ibn Hafs ibn Xuayb ibn Issa al-Ghaliz.
Úmar va organitzar diverses expedicions, entre elles una a Creta.
El 827 Abd-Al·lah ibn Tàhir, governador enviat a Egipte pel califa al-Mamun, va assetjar la ciutat (maig) que va haver de capitular (juny). Els assetjats van obtenir l'aman i van poder sortir de la ciutat sans i estalvis amb la condició de no emportar-se cap esclau ni cap egipci i de no entrar en cap país musulmà. Els expulsats es van dirigir a Creta i van desembarcar a Candax (el nom va derivar a Càndia) al lloc de l'actual Herakleion el 827. Durant el 828 van conquerir les 29 ciutat de l'illa sense trobar gairebé resistència. A diferència del seu govern a Alexandria que fou república, aquí Úmar ibn Hafs ibn Xuayb ibn Issa, ara conegut com al-Ikritix, va constituir un emirat i va fer llegir la khutba (oració) en nom del califa de Damasc (i després de Bagdad) i no del califa de Còrdova.
El 828 va atacar Egina i va rebutjar un contraatac romà d'Orient.
El 829 un atac romà d'Orient dirigit per Fotí i Damià va fracassar i el darrer fou capturat i el primer va haver de fugir. Els musulmans van ocupar algunes illes de l'Egeu que vers el 829 o 830 foren recuperades pels romans d'Orient dirigits per Oorifes amb una flota de certa importància.
Un desembarcament dirigit per Cràter va triomfar inicialment però el seu exèrcit fou sorprès de nit i massacrat i Cràter, que va poder fugir, fou atrapat prop de Cos i crucificat.
Una flota romana d'Orient fou destruïda davant Tasos i es va devastar el mont Atos.
També va fer una expedició al tema dels Tracesis a Anatòlia i van ocupar el monestir de Latros, però el governador Constantí Contomites els va derrotar i expulsar (vers 841).
El 843 els romans d'Orient van destruir una flota dels musulmans de Síria i seguidament va decidir atacar Creta dirigits pel logoteta Teoctist, que van ocupar quasi totalment, però els rumors de disturbis a Constantinoble, fets córrer pels musulmans, el va fer abandonar l'illa i les tropes deixades a l'illa foren fàcilment eliminades pels musulmans.
Úmar va morir el 855 i el va succeir el seu fill Xuayb ibn Úmar.